# Ahmet Akif Oktay
Ahmet Akif Oktay (Yalvaç, Isparta tartomány 1961. –) török diplomata, 2018 óta Törökország budapesti nagykövete.

## Pályafutása
1985-ben diplomázott az Ankarai Egyetem politikai tudományok szakán, majd belépett a török külügyminisztérium kötelékébe. Kezdetben a multilaterális biztonsági, majd gazdasági osztályon dolgozott, 1989-ben  kezdődött az első külszolgálata: Törökország kartúmi (Szudán nagykövetségén lett harmadik titkár. 1991-ben konzulként került a londoni török főkonzulátusra. 1994-ben visszakerült a minisztériumban, a török szempontból igen fontos ciprusi ügyekkel foglalkozott. 1995-6-ban a török külügyminiszter külpolitikai tanácsadója, majd 2000-ig a washingtoni török nagykövetség tanácsosa volt. 2002-ig a külügyminisztérium politikai tervezési osztályvezetője, majd 2005-ig Bengáziban, a török főkonzulátus főkonzulja lett. Rövid ideig a török külügy gazdasági főigazgatóságán osztályvezető, majd még 2005-ben főkonzul Rotterdamban. 2007-ben osztályvezető, majd főigazgató a pénzügyi tervezés területén.
2011-ben kapta első nagyköveti kinevezését Vietnámba, megbízólevelét augusztus 25-én adta át Trương Tấn Sang elnöknek. 2016-ban visszatért Ankarába, hogy Mevlüt Çavuşoğlu külügyminiszter különleges tanácsadója legyen. 2018-ban nevezték ki Törökország budapesti nagykövetsége élére, megbízólevelét 2018. január 15-én adta át.
Nős, felesége Emel Gülden Oktay, a Hacettepe Egyetem professzora, a nemzetközi kapcsolatok kutatója, egy gyermekük van.